# Мишиничі
Мишиничі (згодом — Онцифорови, Анцифорови) — давній новгородський боярський, згодом — російський дворянський рід.
Боярський рід Мишиничів бере свій початок від новгородського посадника Михайла Михайловича (1273), що був старшим сином неревського боярина Михайла Малишевича, представника молодшої гілки. Старшу очолював тисячний В'ячеслав Прокшинич. Його молодший брат Григорій Михайлович продовжив рід Малишевичів. 1251 року Михайло Мишинич був послом князя Олександра Нєвського до норвезького короля Гокона IV
У XIII і XIV століттях очолювали Новгородську республіку, були одним із основних політичних угруповань у Великому Новгороді. З цього роду були новгородськими посадниками: Михайло Михайлович у 1273 та 1274 роках; син його, Юрій Михайлович (Мишинич) — у 1290 році; Варфоломій Юрійович — у 1331 році; Матвій Варфоломійович — у 1345 році. Брат останнього, Лука (помер у 1342 році), мав сина Онцифора Лукича, що був посадником у 1350 році. Від нього нащадки і прийняли прізвище Онцифорових. Впливу Юрія Михайловича та його синів сприяв союз з родом Прокшиничів, на представниці якої Юрій був одружений. Шваргами останнього були впливові воєводи Ядрей, Рагуїл, Олексій й Нездила. 
Лука Варфоломієвич відзначився у війні зі шведами, здійсниши в 1320 і 1323 роках походи на чолі із ушкуйниками на норвезькі фюльке Фіннмарк і Голуґаланд, що зрештою змусило короля Магнуса IV укласти Нотебурзький мир з Новгородом. Разом з тим у 1320–30-х роках Лука здійснював безперервні військові походи в Двінську (майбутню Архангелогородську) землю, що призвело до її остаточної колонізації та закріпленням за Новгородською республікою. В одному з таких походів узимку 1342/1343 р. Лука Варфоломієвич загинув. 
Військові підрозділи Луки успадкував його старший син Онцифор Лукинич (пом. 1367), за допомогою яких  здійснив у 1350 році переворот, захопивши посаду посадника, але потім, провівши низку внутрішніх реформ, добровільно пішов на спокій. 
Деякі нащадки його також були новгородськими посадниками. Один з Онцифорових, Яків Іванович, поручився в 1571 в 50 рублях за бояриню князя Івана Федоровича Мстиславського.
У XV столітті були відсторонені від управління Борецькими. Після захоплення Новогородської республіки великим князівством Московським 1475 року діти Лук'яна Оцифировича зуміли залишитися у місті та зберегти статус бояр, інших представників роду було переселено до Московських земель. Між 1571 і 1577 роками прапраонук Лук'яна — Лук'ян Леонтійович з братом і сином переселився до Нижнього Новгороду, де вони займалися торгівлею шовком, виробництвом дорогих ферязів і ормяків, а також лихварством, заснували село Богородське. Їхніми прямими нащадками стають місцеві поміщіки Третьякови, Попови, Таланіни, Пономарьови, Проскурякови (Проскурникови). Сім представників роду Анцифорових були землевласниками в Московському князівстві у 1699 році.
У середині XVII століття один із представників роду, Дорофій Анцифоров, володів великим маєтком в Орловському повіті; його нащадки, продавши маєток в 1701 році, записувалися потім у посадські люди, а пізніше і в купецьке звання, і відновили своє дворянство тільки за наказом імператора в 1823 році.

## Генеалогічна схема роду новгородських бояр Мишиничів
- Миша Михайлович, боярин новгородський (1228—1257)
  - Михайло Мишинич, посадник новгородський (1269—1280)
  - Юрій Мишинич, посадник новгородський (1290—1315)
    - Варфоломій Юр'євич, посадник новгородський (1323–1324, 1326–1327, 1331—1342)
      - Матвій Варфоломієвич Коска, посадник новгородський (1332—1346)
        - Микита Матвієвич, посадник новгородський (1359)
          - Дмитро Микитович
          - Василь Микитович

        - Ігнат Матвієвич, боярин новгородський
          - Василь Ігнатович
            - Іван
              - Андрій
                - Ісак
                  - Дмитро
                    - Іван

                  - Федір
                    - Василь

              - Юрій
              - Самсон
                - Олександр

          - Олександр Ігнатович

      - Іван Варфоломієвич, боярин новгородський
      - Лука Варфоломієв, боярин новгородський (1333—1342)
        - Онцифор Лукинич, посадник новгородський (1342—1354)
          - Максим Онцифоров
            - Сидір Максимович (д/н — бл. 1409), керував Корельською землею у кормління, значний лихвар

          - Офонас Онцифоров
          - Юрій Онцифоров
            - Михайло
              - Ондріян
              - Микита

          - Лук'ян Онцифоров
            - Леонтій Лук'янович, власних станів у Двінській землі на місці сучасного Архангельська
              - Лук'ян (помер після 1499/1500)
                - Леонтій
                  - Лук'ян Леонтійович (пом. бл. 1600), нижньогородський боярин

              - Ісак (помер після 1499/1500)
              - Микита (помер після 1487), купецький староста, підписав останій Новгородсько-ганзейський договір
              - Іван (1450-ті роки), поміщик Двінської землі
              - Андрон (1450-ті роки), поміщик Двінської землі

      - Марк Варфолоієвич, боярин новгородський